# Tarjeta TuLlave
La tarjeta TuLlave es el medio de pago, con formato sin contacto, que se utiliza en el sistema de transporte público del Sistema Integrado de Transporte y TransMilenio en Bogotá.

## Historia

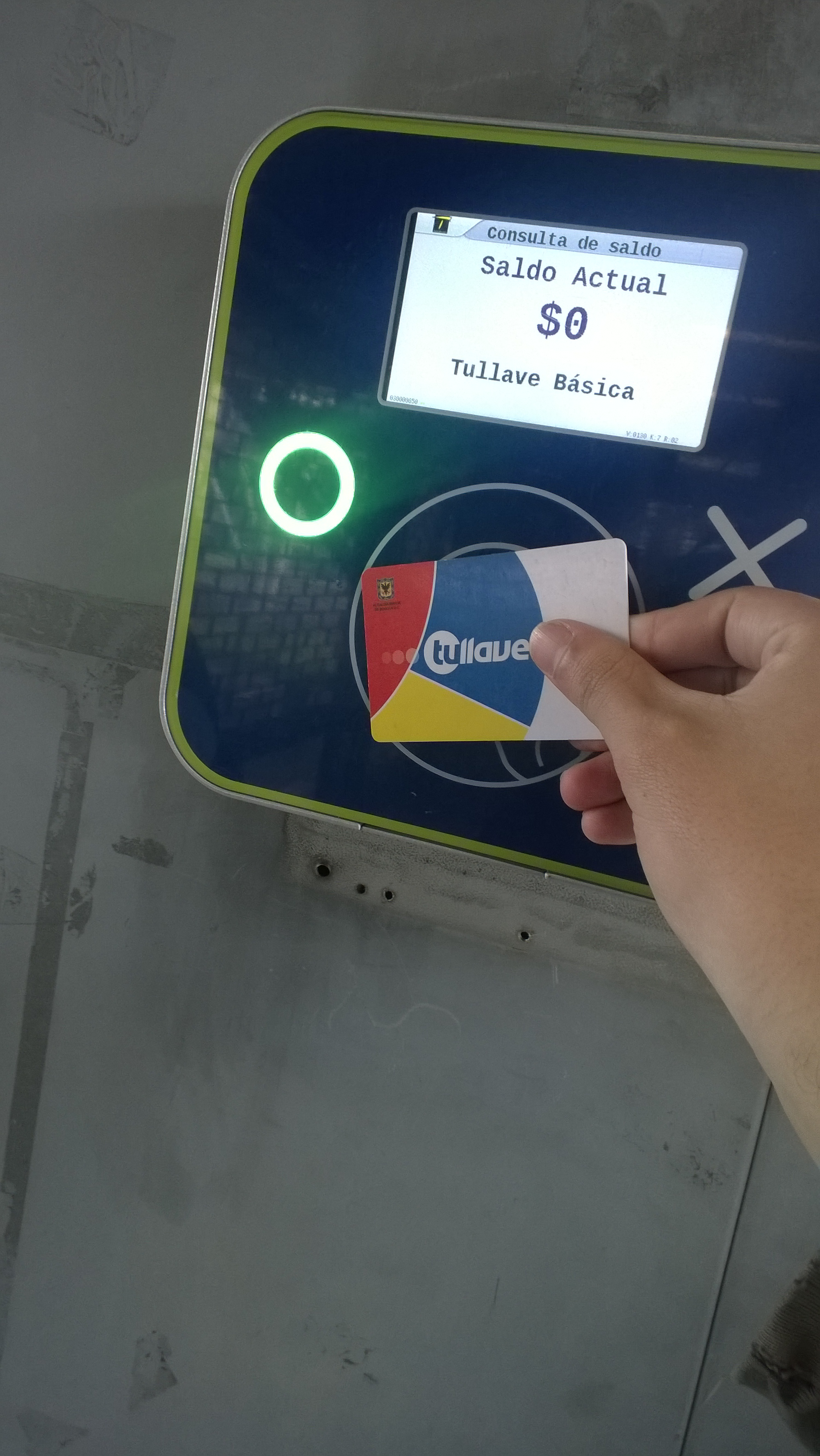
Tarjeta TuLlave en un punto de consulta de saldo.

### Antes de su implementación
La empresa Angelcom fue la primera en implementar el pago sin contacto dentro del sistema TransMilenio, pero con la implementación del Sistema Integrado de Transporte, que significaba el desmonte del servicio urbano de buses, se requería la implementación de una tecnología diferente para realizar un recaudo unificado tanto en TransMilenio como en SITP.
Cabe anotar que en el servicio urbano de buses que operó hasta el año 2021, el recaudo se realizaba mediante el pago del pasaje con dinero en efectivo.

### Licitación
El 16 de junio de 2011 se adjudica el de pasajes del sistema, calculado en 2,7 billones de pesos al año, a la empresa Recaudo Bogotá S.A.S. con un contrato por 16 años de duración.

### Implementación
La tarjeta fue el medio de pago con el que inició el SITP en Bogotá en enero de 2012 con el uso de la tarjeta tu Llave. Más adelante, desde el 2 de septiembre del 2015, se inició el proceso de unificación del pago con tarjeta TuLlave en todas las estaciones del sistema TransMilenio, el cual se completó el 21 de diciembre de 2015, logrando un acceso al servicio más rápido, cómodo y seguro.
La Tarjeta Tu Llave y Tu Llave Plus son las únicas que se pueden utilizar en el sistema TransMilenio desde 2019, luego que la Tarjeta Cliente Frecuente fuera descontinuada el 31 de diciembre de 2018.

## Tipos de tarjeta

### Tarjeta Tullave Básica
Homóloga de la tarjeta Monedero, introducida al inaugurar la Fase III de TransMilenio. Acepta también recargas de crédito en pesos para el pago de pasajes. Sin embargo, no es personalizada, por lo que no ofrece viaje a crédito o fiado, recuperación de saldo en caso de perdida ni descuento por transbordo, puede ser utilizada en todas las estaciones y portales de TransMilenio y los buses del SITP. Tiene un costo de $8.000 pesos.

### Tarjeta Tullave Plus
Homóloga de la tarjeta Cliente Frecuente de TransMilenio, introducida al inaugurar la Fase III del sistema. Acepta recargas de crédito en pesos para el pago de pasajes, están personalizadas con los datos del usuario, permiten el viaje a crédito, la recuperación de saldo en caso de perdida y descuentos por transbordos dentro del Sistema Integrado de Transporte. En 2024 renovó su diseño con color rojo y en funcionalidad de código QR. Actualmente puede ser utilizada en todas las estaciones y portales del sistema TransMilenio y los buses zonales del SITP. Tiene un costo de $8.000 pesos. Esta tarjeta cuenta con tres variaciones:
- Tullave Plus SISBEN Utilizada por las personas mayores de 16 años con un puntaje inferior a 30.56 puntos SISBEN III<!R5> quienes tienen un menor valor en el pasaje.
- Tullave Plus Discapacitados: Utilizada por personas en condición de discapacidad que se encuentran en la base de datos de la Secretaría de Salud de Bogotá, quienes acceden a un subsidio que el Gobierno Distrito les concede mensualmente.
- Tarjeta Tullave Plus Adulto Mayor: Anteriormente llamada Tu Llave Plus Especial. Puede ser tramitada por adultos mayores de 62 años y dentro de su personalización incluye la foto del usuario. Con ella obtienen un menor valor en el pasaje.

### Tarjeta TransMiPass
El 20 de marzo de 2025 inicia la implementación de esta tarjeta la cual permite adquirir 65 ingresos al sistema, pagando $160 000 al mes lo que equivale a pagar $2460 por cada vez que se utilice. Para acceder al beneficio se hará a través de una plataforma que tendrá verificación de identidad del usuario y luego de realizar la recarga, la persona deberá ir a alguno de los 9 portales a reclamar la nueva tarjeta, la primera vez; posteriormente solo deberá hacer el pago para seguir usando el TransMiPass.
Las condiciones para el uso de esta tarjeta son:
- Los 65 pasos no son acumulables.
- Es personal e intransferible.
- Si el sistema detecta usos atípicos, la tarjeta será bloqueada.
- Se podrán hacer hasta 6 validaciones por día.
- También podrá usarse como tarjeta básica.
- La recarga solo se podrá hacer una vez al mes.

### Tullave Plus SISBEN
Utilizada por las personas mayores de 16 años con un puntaje inferior a 30.56 puntos SISBEN III quienes tienen un menor valor en el pasaje.
- Tullave Plus Discapacitados: Utilizada por personas en condición de discapacidad que se encuentran en la base de datos de la Secretaría de Salud de Bogotá, quienes acceden a un subsidio que el Gobierno Distrito les concede mensualmente.
- Tarjeta Tullave Plus Adulto Mayor: Anteriormente llamada Tu Llave Plus Especial. Puede ser tramitada por adultos mayores de 62 años y dentro de su personalización incluye la foto del usuario. Con ella obtienen un menor valor en el pasaje.

## Controversia sobre los puntos de venta y recarga de tarjetas
Las tarjetas se pueden adquirir en las taquillas de las estaciones o portales, en marzo de 2008 se dispusieron taquillas en comercios cercanos a las estaciones principales con el fin de descongestionar las taquillas de las estaciones que eran los únicos lugares donde se podía adquirir. Allí también, los usuarios podían comprar la tarjeta Cliente Frecuente, la cual incluye el nombre y cédula de cada uno de ellos. Actualmente existen miles de puntos de recarga y venta de tarjetas en toda la ciudad y en los municipios de Cajicá, Cáqueza, Chía, Chocontá, Cogua, Cota, Facatativá, Funza, Fusagasugá, Gachancipá, Girardot, La Calera, Madrid, Mosquera, Pacho, Sibaté, Soacha, Sopó, Tabio, Tocancipá, Ubaté, Villapinzón, Villeta y Zipaquirá mediante la red Paga Todo.
Sin embargo, han sido frecuentes las quejas de los usuarios del transporte público de Bogotá al no encontrar cerca puntos para recargar la tarjeta, lo cual genera inconvenientes. Asimismo, desde junio de 2021 la red Paga Todo dejó de tener el convenio con Recaudo Bogotá para la recarga de tarjetas.

## Uso y funcionamiento

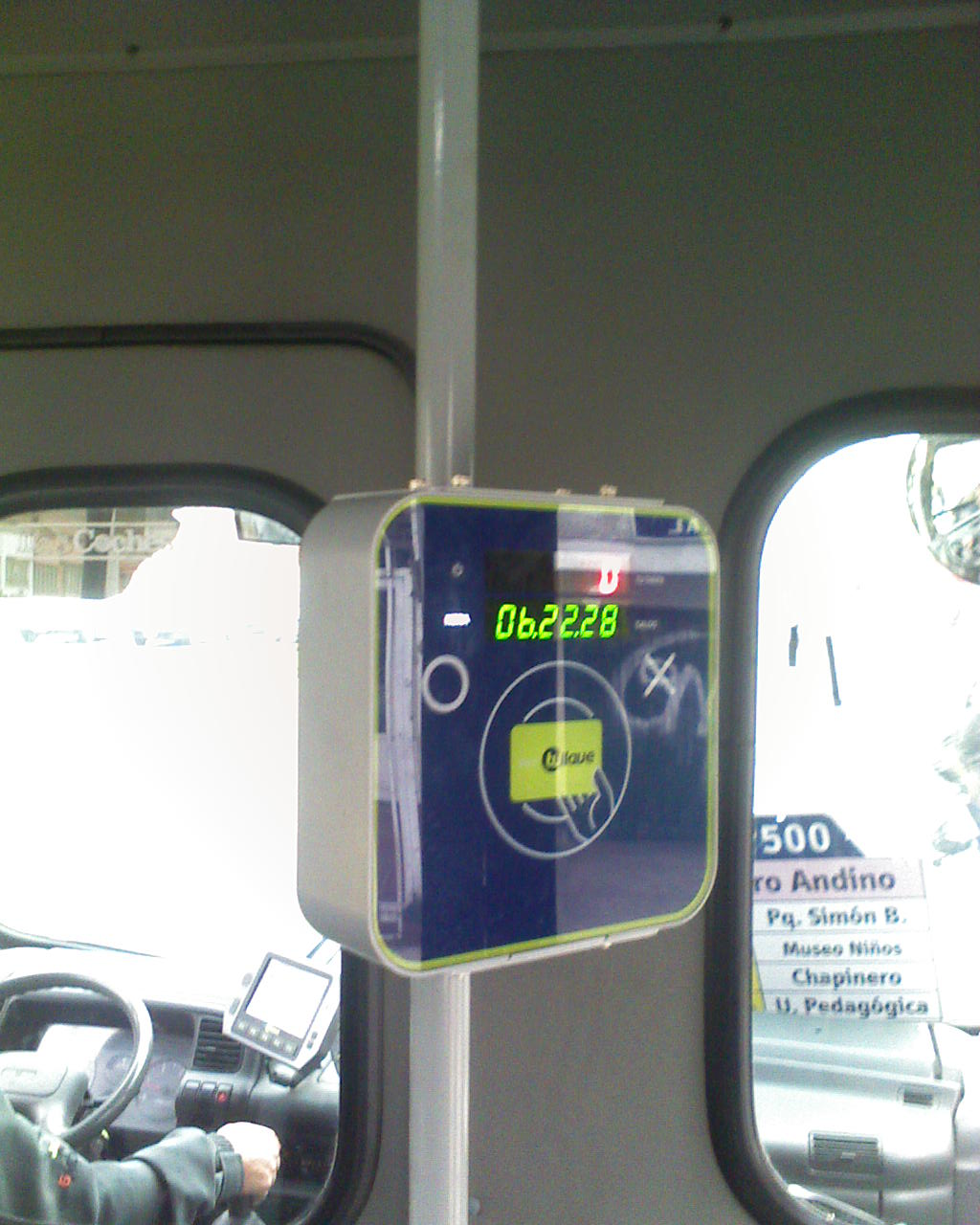
Validador de la tarjeta TuLlave en un bus del SITP.

### Tecnología sin contacto
La forma de utilizar la tarjeta TuLlave es acercándola al validador o el lector que se ubica en los torniquetes de TransMilenio o de los buses del SITP a una distancia menor a 10 cm y exponerla entre 0.5 y 1 segundos en cualquiera de las caras de la tarjeta para activar el cobro. Al acercarse, se activará una luz verde y el usuario verá en una pantalla LCD el resultado de la transacción con el saldo de la tarjeta y el cobro realizado.
En los buses del SITP se identifican cuatro tipos de sonido al momento de hacer el pago con la Tarjeta TuLlave:
| Situación de la tarjeta                                                | Sonido                                           |
| ---------------------------------------------------------------------- | ------------------------------------------------ |
| Recarga completa o saldo de al menos un viaje                          | ¡Gracias!                                        |
| Transbordo efectuado con tarjeta personalizada                         | Transferencia realizada                          |
| Saldo de menos de un viaje                                             | Recargue la tarjeta antes de la siguiente subida |
| Saldo de menos de un viaje luego de usar el viaje prestado o sin saldo | Saldo insuficiente                               |

| Situación de la tarjeta                                                | Sonido                                           |
| ---------------------------------------------------------------------- | ------------------------------------------------ |
| Recarga completa o saldo de al menos un viaje                          | ¡Gracias!                                        |
| Transbordo efectuado con tarjeta personalizada                         | Transferencia realizada                          |
| Saldo de menos de un viaje                                             | Recargue la tarjeta antes de la siguiente subida |
| Saldo de menos de un viaje luego de usar el viaje prestado o sin saldo | Saldo insuficiente                               |